# Listă de comune din județul Mureș
Această listă de comune din județul Mureș cuprinde toate cele 90 comune din județul Mureș în ordine alfabetică.

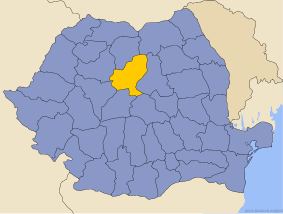
Judeţul Mureş

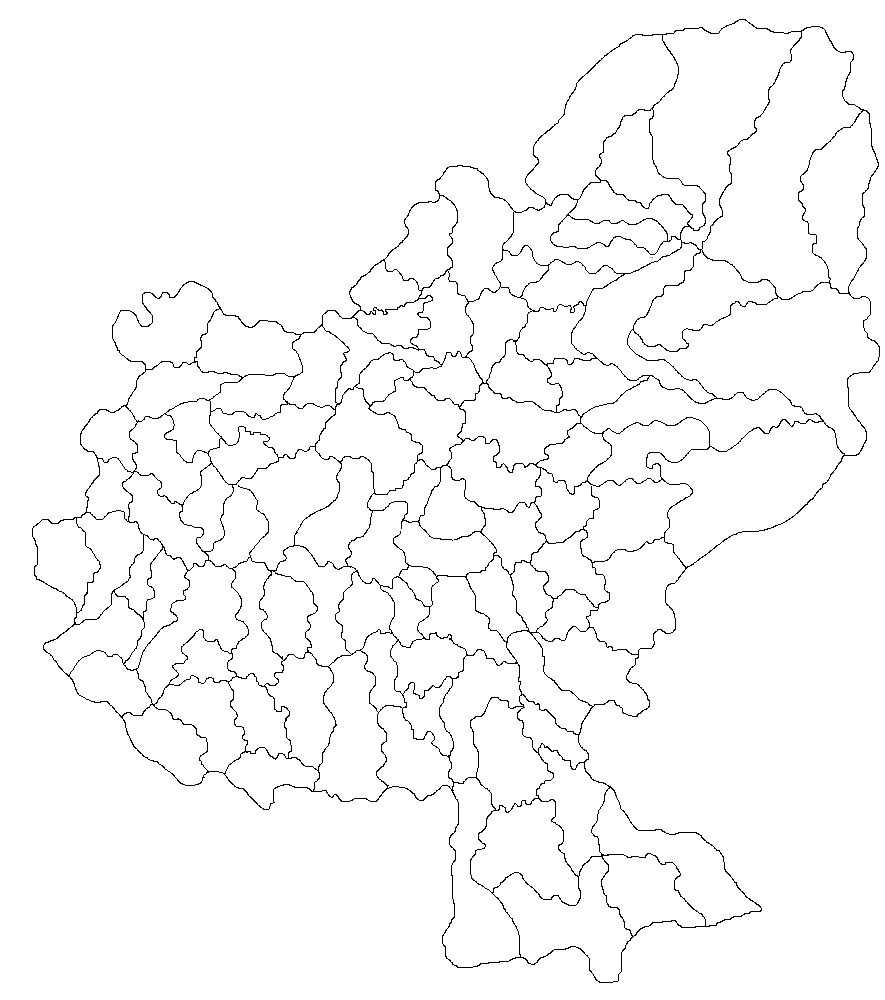
Harta judeţului cu împărţirea administrativ-teritorială pe comune

1. Acățari
2. Adămuș
3. Albești
4. Aluniș
5. Apold
6. Ațintiș
7. Bahnea
8. Band
9. Batoș
10. Băgaciu
11. Băla
12. Bălăușeri
13. Beica de Jos
14. Bereni
15. Bichiș
16. Bogata
17. Brâncovenești
18. Breaza
19. Ceuașu de Câmpie
20. Chețani
21. Chibed
22. Chiheru de Jos
23. Coroisânmărtin
24. Corunca
25. Cozma
26. Crăciunești
27. Crăiești
28. Cristești
29. Cucerdea
30. Cuci
31. Daneș
32. Deda
33. Eremitu
34. Ernei
35. Fărăgău
36. Fântânele
37. Gălești
38. Gănești
39. Gheorghe Doja
40. Ghindari
41. Glodeni
42. Gornești
43. Grebenișu de Câmpie
44. Gurghiu
45. Hodac
46. Hodoșa
47. Ibănești
48. Iclănzel
49. Ideciu de Jos
50. Livezeni
51. Lunca
52. Lunca Bradului
53. Mădăraș
54. Măgherani
55. Mica
56. Miheșu de Câmpie
57. Nadeș
58. Neaua
59. Ogra
60. Papiu Ilarian
61. Pănet
62. Păsăreni
63. Petelea
64. Pogăceaua
65. Râciu
66. Răstolița
67. Rușii-Munți
68. Saschiz
69. Sărățeni
70. Sâncraiu de Mureș
71. Sângeorgiu de Mureș
72. Sânger
73. Sânpaul
74. Sânpetru de Câmpie
75. Sântana de Mureș
76. Solovăstru
77. Stânceni
78. Suplac
79. Suseni
80. Șăulia
81. Șincai
82. Tăureni
83. Valea Largă
84. Vărgata
85. Vânători
86. Vătava
87. Vețca
88. Viișoara
89. Voivodeni
90. Zagăr
91. Zau de Câmpie